# 靈昌公主
灵昌公主（?—?），唐朝公主，是中国唐朝第六代皇帝唐玄宗李隆基第五女。她的生母不详，史书仅仅记载了她的封号灵昌公主，灵昌公主没到适婚年龄，就已经去世。